# David Vanterpool
David Vanterpool (* 31. März 1973 in Daytona Beach, Florida) ist ein US-amerikanischer Basketballtrainer und ehemaliger -spieler. Vanterpools Familie stammt von den Amerikanischen Jungferninseln. Vanterpool trat als Nationalspieler in internationalen Spielen für dieses Außengebiet der Vereinigten Staaten an. Nach dem Studium im „Mutterland“ Vereinigte Staaten kam Vanterpools Karriere als professioneller Spieler nur schwer in Tritt. Nach einem fehlgeschlagenen Kurzengagement in Italien spielte Vanterpool gut zwei Jahre in der Chinese Basketball Association, bevor er über die US-amerikanischen „Minor Leagues“ doch noch zu einem Vertrag in der NBA kam. Dieser dauerte jedoch nur wenige Monate und mit knapp 30 Jahren ging Vanterpool erneut nach Italien, wo er schließlich in die besten europäischen Vereinsmannschaften aufrückte und zum Ende seiner Karriere als Spieler mit ZSKA Moskau die EuroLeague 2005/06 gewann. Nach seiner Spielerkarriere wurde Vanterpool Trainer.

## Karriere

### Spieler
Nach dem High-School-Abschluss in Silver Spring (US-Bundesstaat Maryland) ging Vanterpool zum Studium an die St. Bonaventure University nach Allegany im benachbarten Bundesstaat New York. Dort spielte er von 1991 bis 1995 für die Hochschulmannschaft Bonnies in der Atlantic 10 Conference (A-10)  der NCAA Division I. Mit dieser Mannschaft feierte er in diesen vier Jahren keine besonderen Erfolge. In seinem Abschlussjahr reichte es 1995 zur einzigen „Postseason“-Teilnahme seiner Collegekarriere, als man im National Invitation Tournament zwar die erste Runde noch überstand, aber dann gegen den späteren Finalisten Golden Eagles der Marquette University in der zweiten Runde ausschied. Individuell war Vanterpool einer der wichtigsten Spieler seiner Hochschulmannschaft und gilt als der einzige Spieler in der Geschichte der Bonnies, der im Laufe seiner Collegekarriere für diese Mannschaft zugleich mehr als 1000 Punkte, 500 Rebounds, 200 Assists und 100 Ballgewinne sammelte. Trotzdem wurde Vanterpool anschließend im Entry Draft der Profiliga NBA nicht ausgewählt.
Stattdessen ging Vanterpool zur Saison 1995/96 nach Italien und unterschrieb in der Serie A2 einen Vertrag bei Brescialat aus Görz. Nach zwei Einsätzen zu Saisonbeginn, in denen Vanterpool knapp 25 Punkte pro Spiel erzielte, löste man das Vertragsverhältnis wieder. Erst Anfang 1997 hatte Vanterpool sein nächstes professionelles Engagement, als er für die Northeast Tigers aus der Provinz Jilin auflief, die sich der Chinese Basketball Association anschlossen. 1999 ging Vanterpool in seine Heimat zurück und spielte in der Continental Basketball Association (CBA) für die Yakima Sun Kings, mit denen er 2000 die Meisterschaft dieser Liga gewann. Nach dem Bankrott der Liga Anfang 2001 wollte Vanterpool zu den Knights aus Kansas City in eine weitere Minor League wechseln, die seit 1999 bestehende neue American Basketball Association (ABA). Er bekam jedoch auch ein Vertragsangebot der Washington Wizards und kam so in der NBA 2000/01 im Alter von 27 Jahren zu seinen ersten Einsätzen in der NBA, nachdem er im Herbst zuvor vor Saisonbeginn aus dem Kader der Detroit Pistons gestrichen worden war. Nach 22 Spielen mit durchschnittlich knapp 19 Minuten Einsatzzeit und knapp 6 Punkten pro Spiel endete der Vertrag am Saisonende. In der Saisonvorbereitung für die folgende NBA 2001/02 hatte Vanterpool dann noch einen Vertrag bei den New Jersey Nets, dessen Gültigkeit den Saisonbeginn jedoch nicht mehr erlebte. Daher spielte Vanterpool in der Saison 2001/02 schließlich doch noch für die Kansas City Knights in der ABA, die die Meisterschaft in der zweiten Austragung der jungen Liga gewannen.
Zur Saison 2002/03 ging Vanterpool erneut nach Italien, wo er diesmal in der höchsten Spielklasse Lega Basket Serie A für Felice Scandone aus Avellino in Kampanien spielte. Dort erreichte er mit der Mannschaft auf dem viertletzten Tabellenplatz den Klassenerhalt. Als siebtbester Scorer der Liga wechselte er zur folgenden Saison zum Vorjahresvierten Montepaschi aus Siena in der Toskana, mit denen er am Ende der Saison 2003/04 deren erste italienische Meisterschaft gewann. Zudem erreichte man zum zweiten Mal in Folge das Final-Four-Turnier im höchstrangigen europäischen Vereinswettbewerb EuroLeague 2003/04, bei dem man nach zwei knappen Niederlagen jedoch nur den vierten Platz belegte. In der folgenden Saison schied man in diesem Wettbewerb bereits in der Zwischenrunde der 16 besten Mannschaften und als Titelverteidiger auch in der italienischen Meisterschaft bereits in der ersten Play-off-Runde aus. Anschließend wechselte Vanterpool erneut den Verein und wechselte zum Euroleague-Vierten ZSKA aus Moskau. Mit diesem Verein verteidigte er nicht nur das nationale Double aus Meisterschaft und Pokalwettbewerb in Russland, sondern erreichte unter dem italienischen Trainer Ettore Messina mit dem Titelgewinn in der EuroLeague 2005/06 eine Triple Crown. Hinter Final-MVP Theodoros Papaloukas hatte Vanterpool im Finale gegen Titelverteidiger Maccabi Tel Aviv mit 16 Punkten die beste Punktausbeute für seine Mannschaft. In der folgenden Saison zog man als Titelverteidiger erneut in das Finalspiel ein, das diesmal jedoch knapp mit zwei Punkten Unterschied gegen Panathinaikos Athen verloren ging. Nach einer Rückenverletzung blieb Vanterpool jedoch ab der Zwischenrunde in diesem Wettbewerb ohne Einsatz und beendete nach der Titelverteidigung des nationalen Doubles mit 34 Jahren seine aktive Karriere.

### Trainer
Vanterpool blieb nach dem Ende seiner Spielerlaufbahn ZSKA Moskau zunächst verbunden und arbeitete in der Saison 2008/09 als Trainerassistent im Trainerstab von Ettore Messina, der den Verein jedoch am Saisonende zunächst verließ. Nachdem Vanterpool als Trainerassistent 2010 in der NBA Summer League für die Trail Blazers aus Portland (Oregon) gearbeitet hatte, war er die beiden darauffolgenden Jahre als Scout für die Oklahoma City Thunder tätig. 2012 kehrte er zu den Trail Blazers zurück und wurde als Assistent in den Trainerstab aufgenommen. Vanterpool wurde zugeschrieben, dort erheblich an der Weiterentwicklung von Damian Lillard und C. J. McCollum beteiligt gewesen zu sein. Er blieb bis 2019 in Portland im Amt. Anschließend war Vanterpool Mitglied des Trainerstabs der Minnesota Timberwolves. Dass er nicht ins Amt des Cheftrainers aufrückte, als Ryan Saunders während der Saison 2020/21 in Minnesota entlassen wurde, sorgte unter anderem bei Starspieler Karl-Anthony Towns sowie seinem früheren Schützling Lillard für Unverständnis. Nach dem Ende der Saison 2020/21 endete Vanterpools Arbeitsverhältnis mit der Mannschaft. Im Juli 2021 wurde er Assistenztrainer der Brooklyn Nets.